# Focus stacking

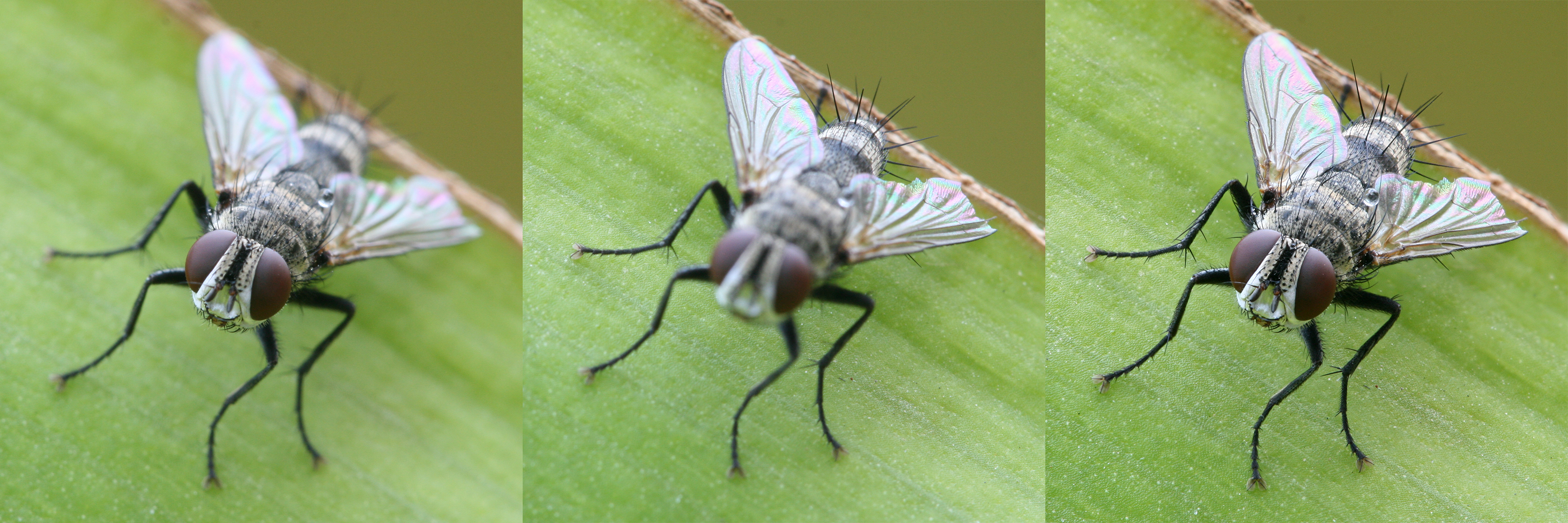
Praktische Anwendung in der Makrofotografie: Links ist der vordere Bereich der Fliege scharf, auf dem mittleren Bild der hintere Teil, rechts das Ergebnis der Zusammenführung.

Der englische Begriff  focus stacking , wörtliche Übersetzung ‚Fokus-Stapelung‘, seltener auch Schärfentiefeerweiterung oder  deep focus fusion  (DFF) genannt, beschreibt eine Kombination aus fotografischer Aufnahme- und digitaler Bildbearbeitungstechnik. Sie wird insbesondere in der digitalen Makro- und Mikrofotografie genutzt, um ein Bild mit außergewöhnlich hoher Schärfentiefe zu erzeugen. In der Messtechnik wird diese Technologie auch Fokusvariation genannt.

## Verfahren
Eine große Schärfentiefe wird klassisch meist durch Einstellen einer sehr kleinen Blende (große Blendenzahl) oder mittels verstellbarer Kamera nach der Scheimpflugschen Regel oder einer Kombination von beidem angestrebt. Sehr kleine Blenden führen zu Unschärfe durch Beugung, verstellbare digitale Kameras sind selten und sehr teuer. Einen Ausweg bietet das focus stacking.

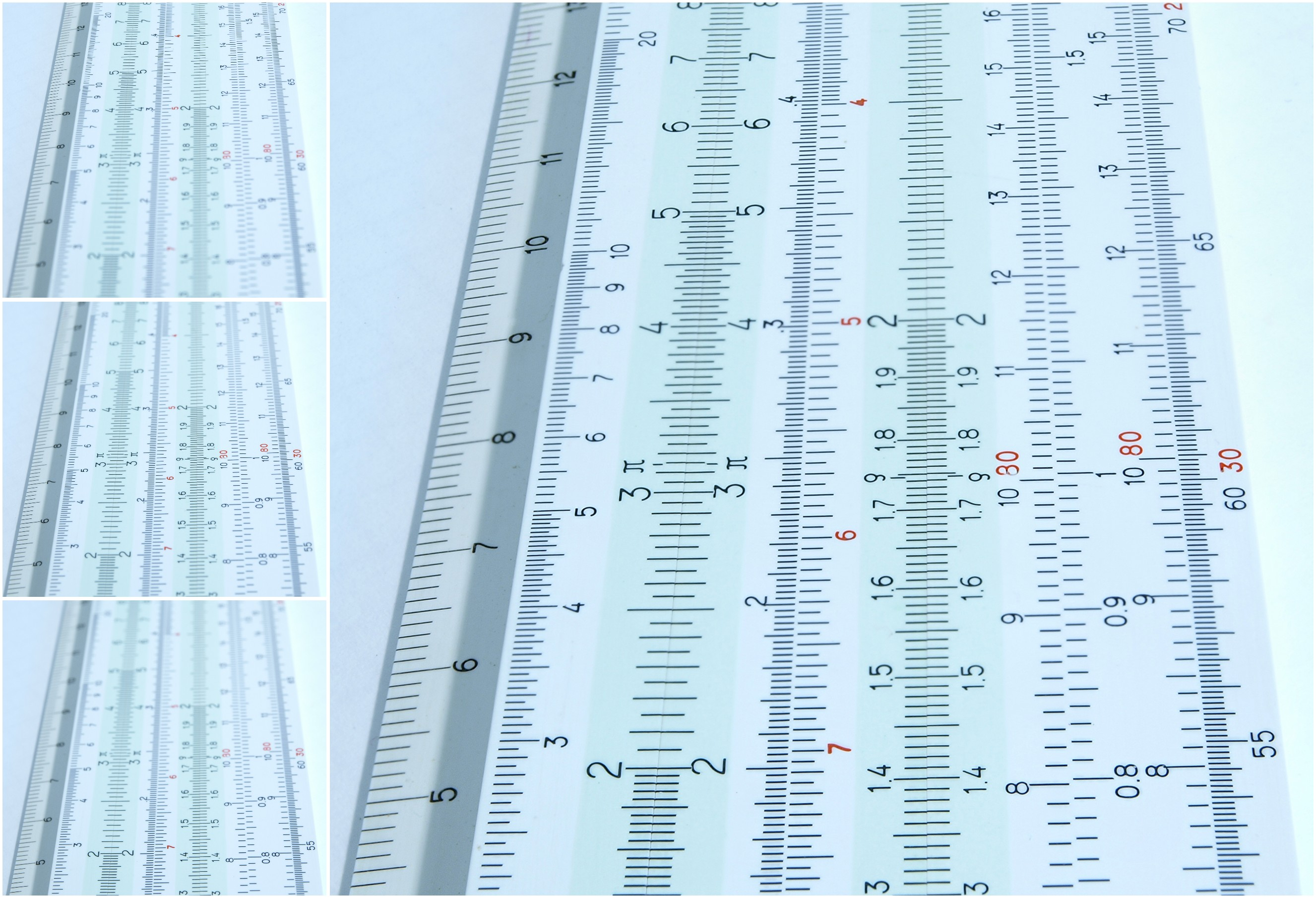
Beispiel: Quellbilder links, Resultat rechts

Ähnlich wie Belichtungsfusion (engl. Exposure blending) ist Focus stacking die Kombination aus einer fotografischen Serienaufnahme und einem nachgeschalteten Montageprozess. Jedoch ist hierbei die Bildserie keine Belichtungsreihe, sondern eine Bildfolge, bei der sich die Bilder im Wesentlichen nur in der Schärfenlage unterscheiden.

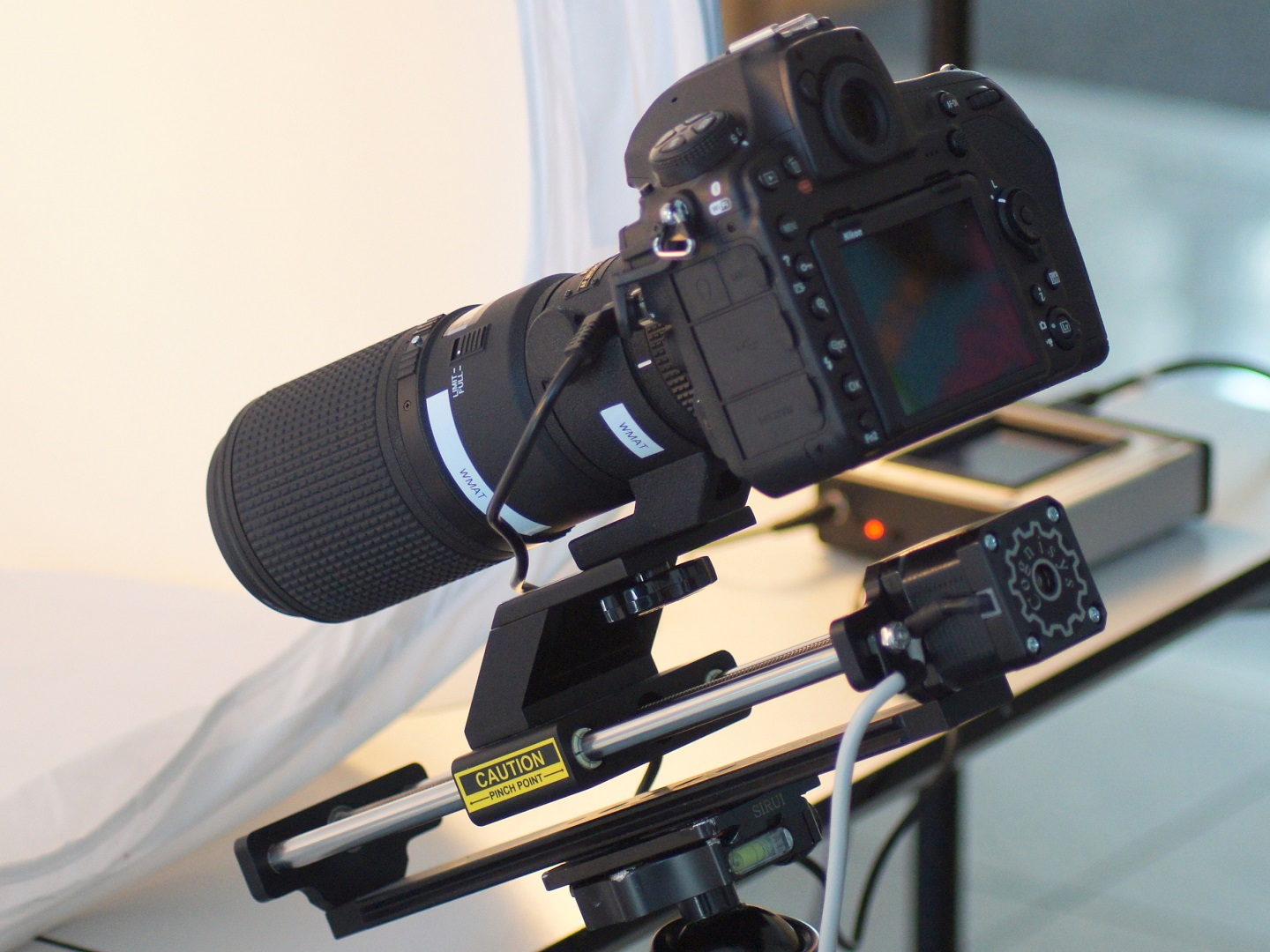
Stacking mit Veränderung des Aufnahmeabstandes. Ein Steuergerät (rote LED) steuert einen Schrittmotor, der den Kameraschlitten bewegt

Zur Erzeugung einer solchen Bildfolge stehen unterschiedliche Techniken mit unterschiedlicher Eignung und Vor- und Nachteilen je nach Anwendungsfall zur Verfügung.
Die Positionen des Motivs und der Bildebene bleiben konstant, während die Position/Einstellung des Objektivs variiert wird
1. Variation der Entfernungseinstellung am Objektiv – hierbei kann es von Nachteil sein, wenn sich die Brennweite des Objektivs mit zunehmender Naheinstellung verringert (engl. Focus breathing).
  - Manuelles Drehen des Fokussierrings
  - Manuelle Variation des Schärfepunktes bei Systemen mit Autofokus
  - Automatische Serienaufnahmefunktion entsprechender Kamerasysteme (Focus bracketing) oder Realisierung dieser Funktion über entsprechende Software- bzw. App-Steuerung der Kamera oder über elektronisch gesteuerte Objektivadapter
2. Variation des vorderen Auszuges eines Balgengerätes

Variation des Abstandes zwischen Motiv und Kamera
- Die Kamera wird von Aufnahme zu Aufnahme bewegt, z. B. mittels eines Einstellschlittens, während die Position des Motivs konstant bleibt. Entsprechende Schlitten können mit manueller Steuerung oder elektronischer Steuerung ausgestattet sein.
- Das Motiv wird bewegt, z. B. mittels eines Einstellschlittens, während die Position der Kamera konstant bleibt
- Fotografie durch ein Durchlichtmikroskop mit höhenverstellbarem Objekttisch

Die Positionen von Motiv und Objektiv bleiben konstant, während die Position der Bildebene variiert wird
- Variation des hinteren Auszuges eines Balgengerätes

Die Aufnahmen werden i. d. R. als Einzelbilder angefertigt. Besonders im Makro- und Mikrobereich, wo kurze Belichtungszeiten wegen der kleinen effektiven Blende oft nicht realisierbar sind, muss dabei für die Vermeidung von Erschütterungen etwa durch Berührung oder während des Belichtungsvorgangs bewegte Kamerateile (Spiegel, Verschluss) Sorge getragen werden, z. B. durch Spiegelvorauslösung oder den elektronischen Auslöser spiegelloser Kameras. Teilweise werden auch Einzelbilder aus Filmaufnahmen verwendet („Video-Stacking“, „Turbo-Stacking“).
Da sich bei der Fokusänderung eine Änderung des Abbildungsmaßstabs ergeben kann und sich Objekte im Bild durch Perspektivenänderung verschieben können, muss vor der eigentlichen Montage der einzelnen Bilder meist noch eine Bildtransformation zur bestmöglichen Überlagerung der Bilder durchgeführt werden. Diese Aufgabe wird von den Spezialprogrammen innerhalb gewisser Grenzen automatisch gelöst bzw. als vorgelagerte Prozedur optional angeboten.
Bei der anschließenden Montage werden die jeweils schärfsten Bereiche der Bilder zusammengefügt. Zunehmend werden Digitalkameras, wie zum Beispiel die Olympus OM-D E-M1, mit Funktionen ausgestattet, bei denen die Einzelaufnahmen durch die Kamera-Firmware automatisch zusammengesetzt werden.

## Software
Da die manuelle Montage der Bilder schwierig und zeitaufwändig ist, wird in der Regel auf spezielle Software zurückgegriffen. Neben mehreren kommerziell vertriebenen Lösungen wie Aphelion, Helicon, Zerene Stacker oder FOCUS projects stehen als freie Software beispielsweise zur Verfügung:
- CombineZM bzw. Combine ZP (Open Source, Windows)
- Enfuse (Open Source, Linux/Windows/Mac OS X)
- MacroFusion (Open Source, Linux, GUI für Enfuse)
- Picolay (Freeware von Heribert Cypionka, Windows (auch Win10))

Beispiel (Zahnbrücke)
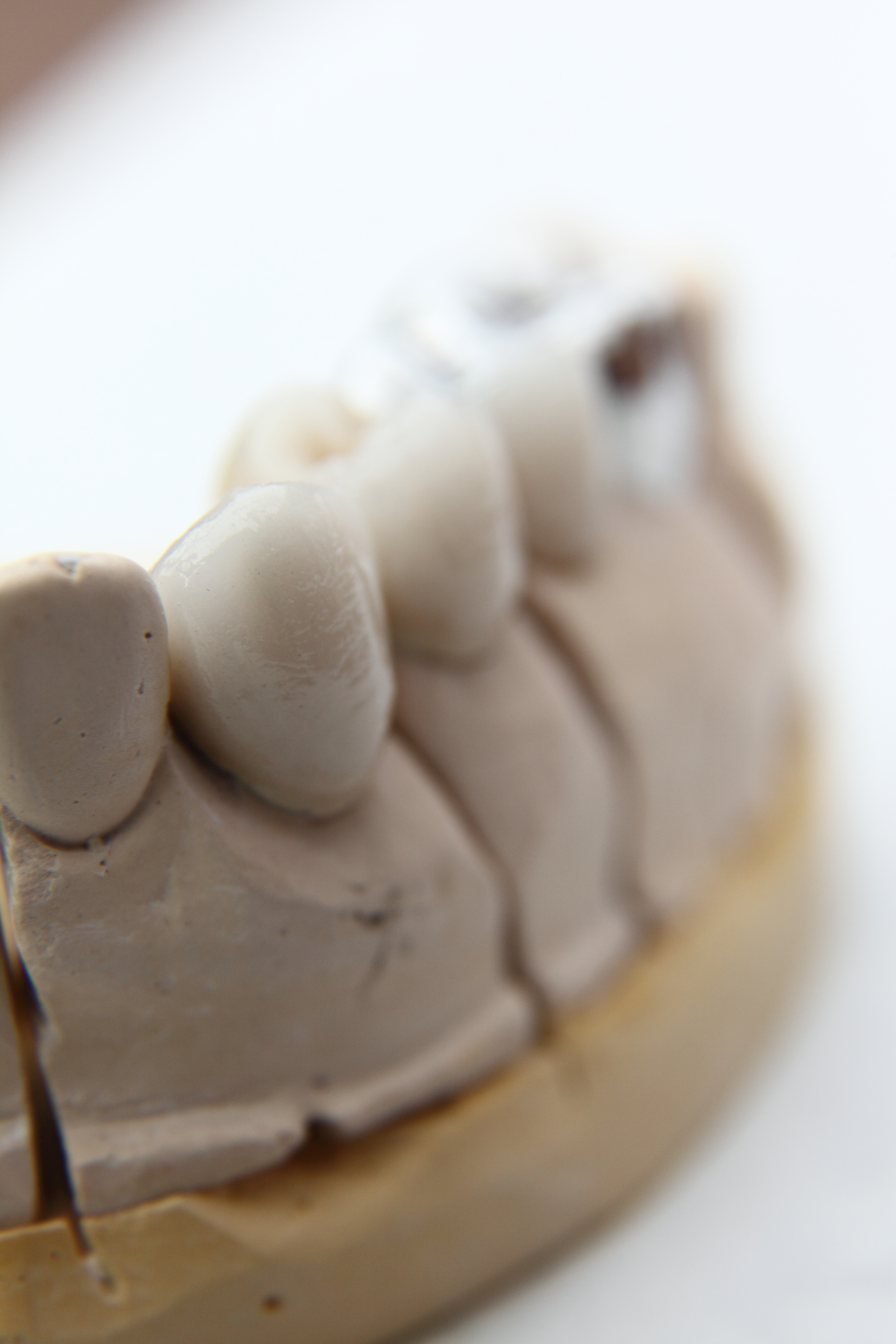
Bild 1 (Schärfepunkt ganz vorn)
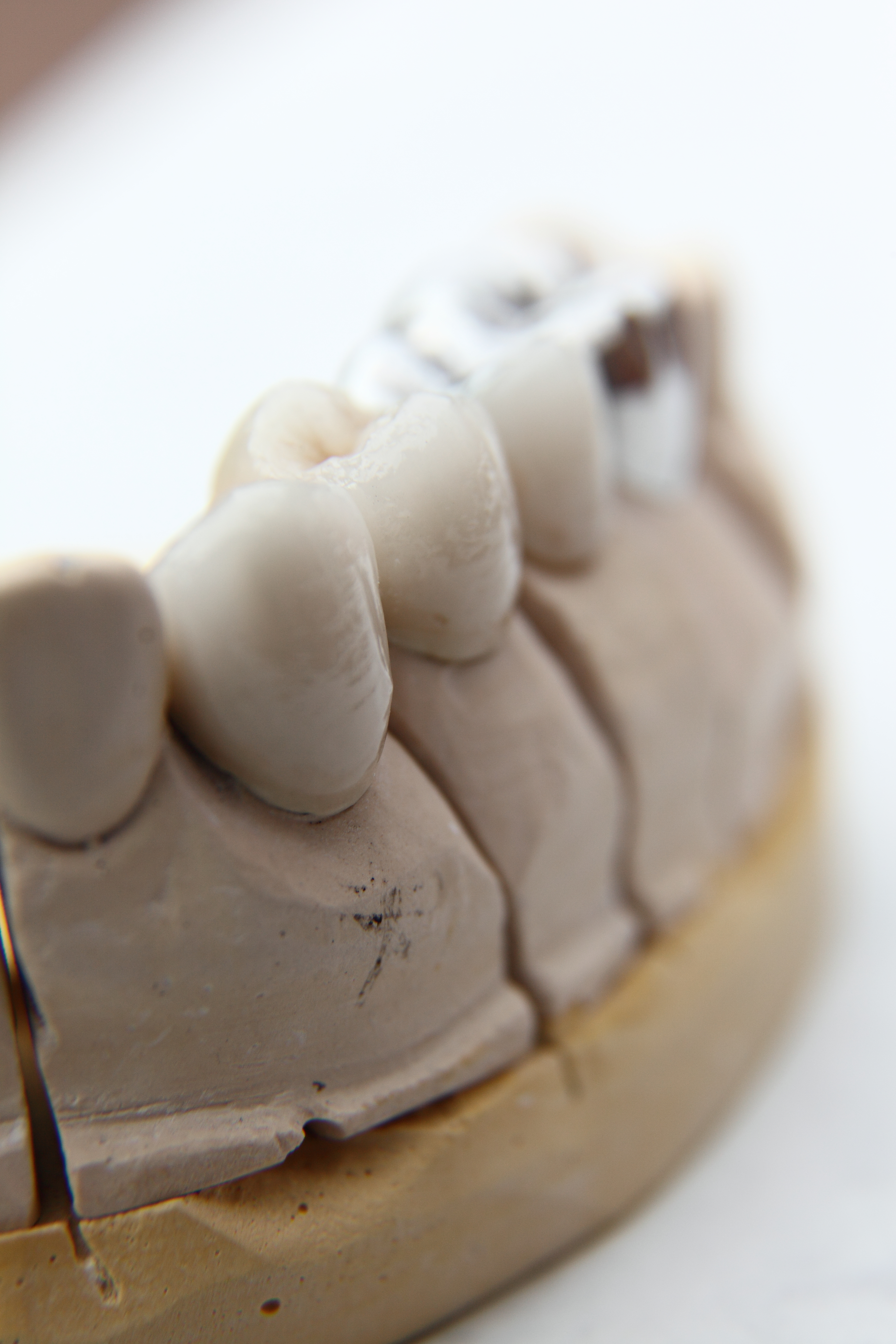
Bild 2 (Schärfepunkt in diesem und den Folge-Bildern jeweils etwas weiter hinten)
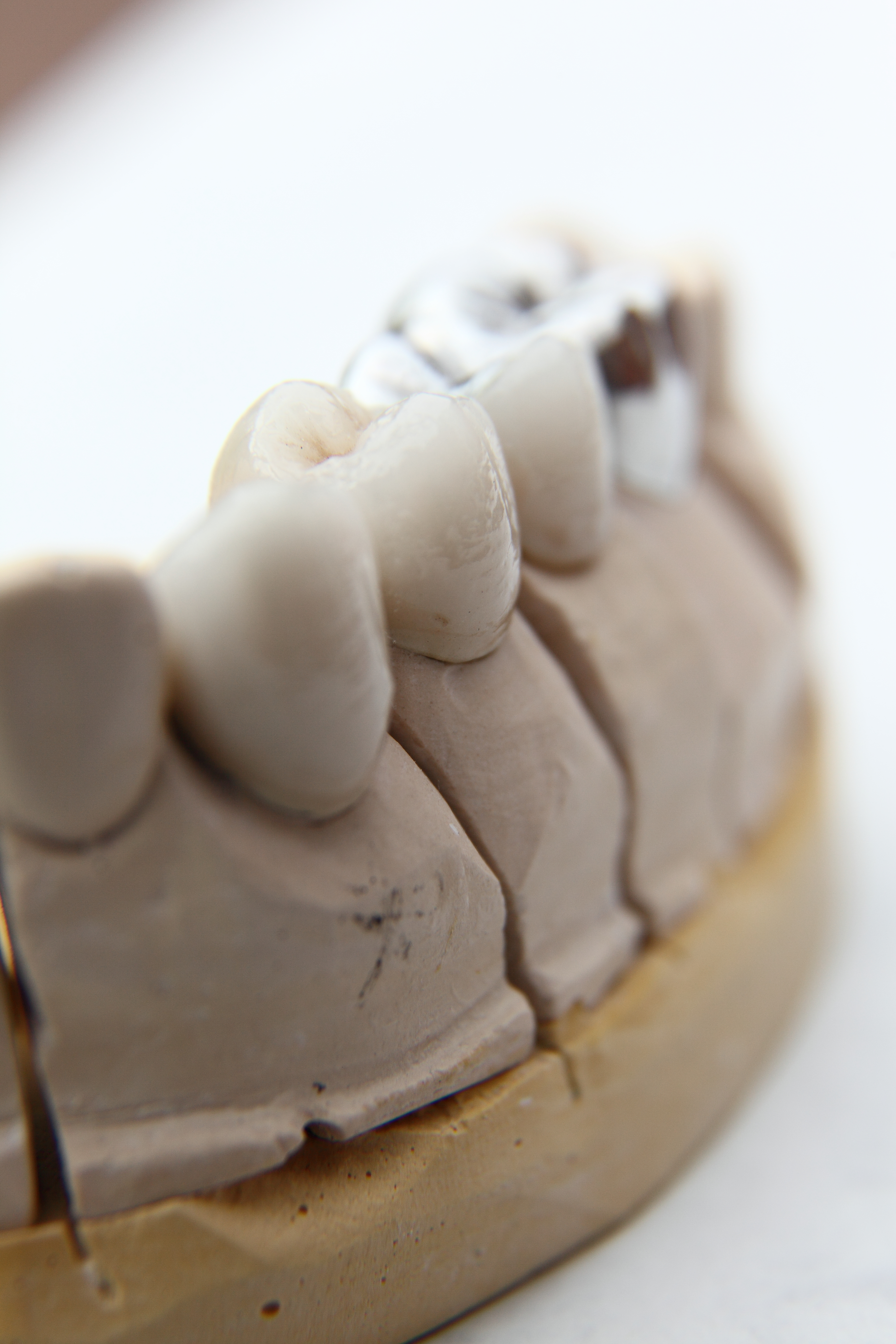
Bild 3
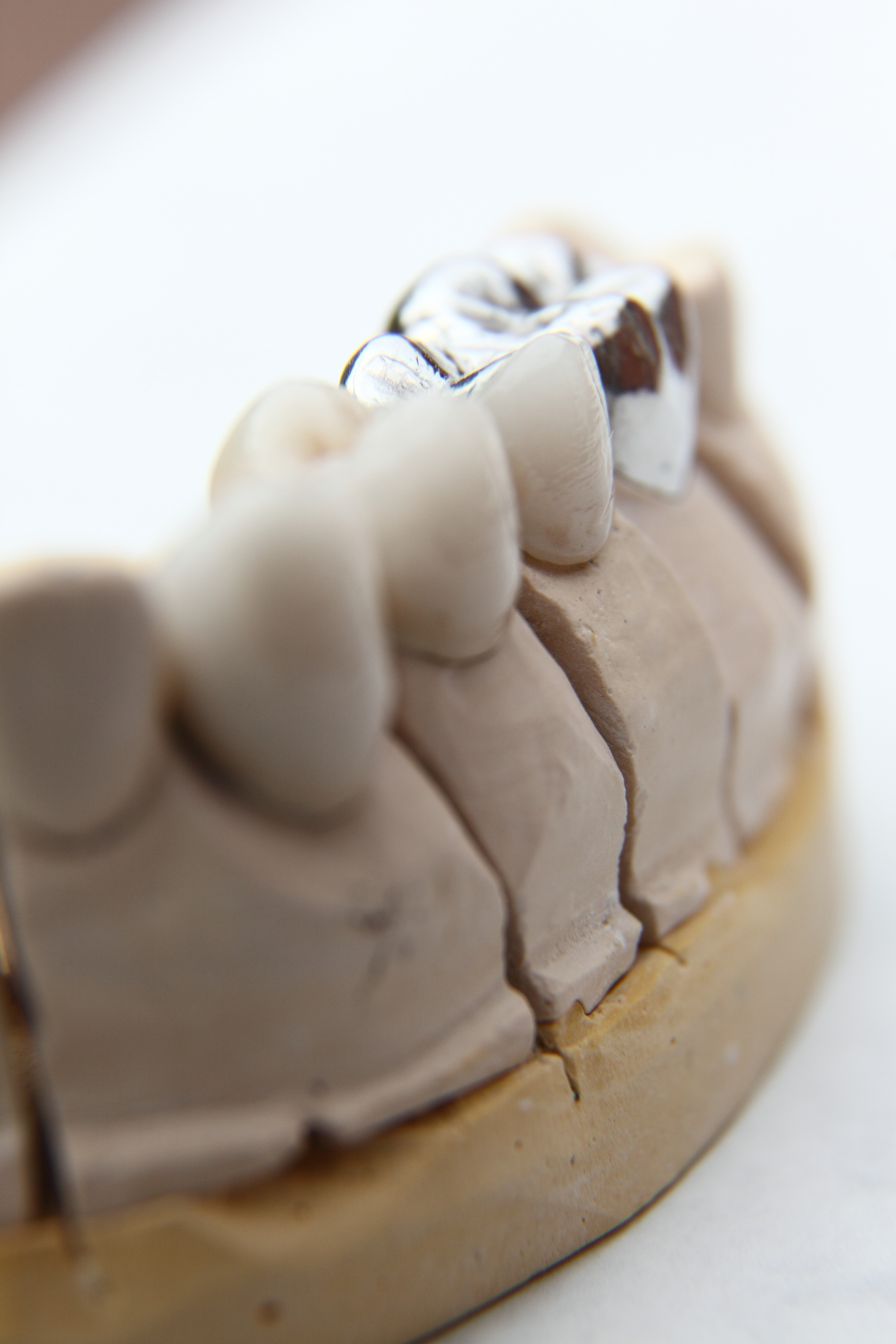
Bild 4
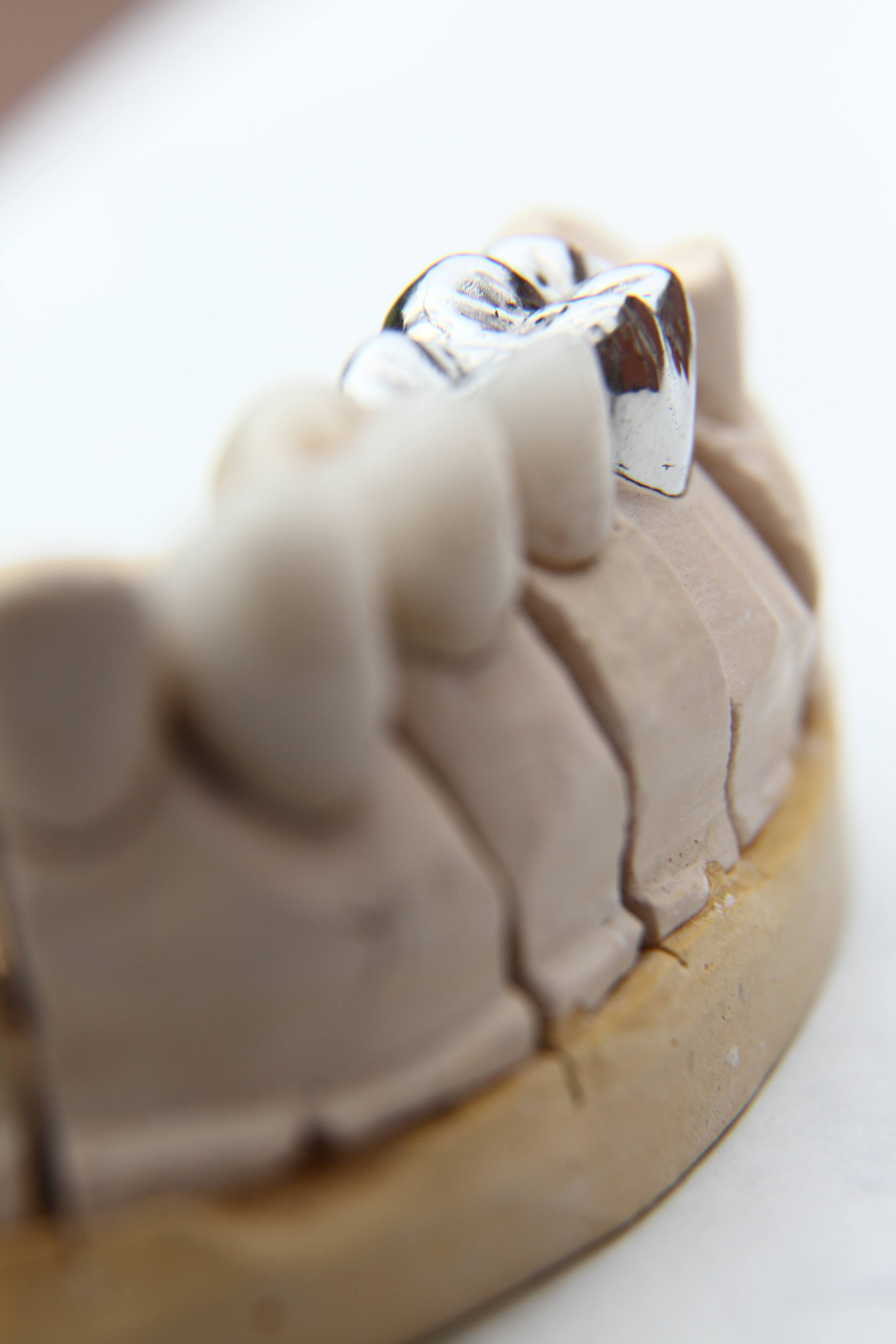
Bild 5
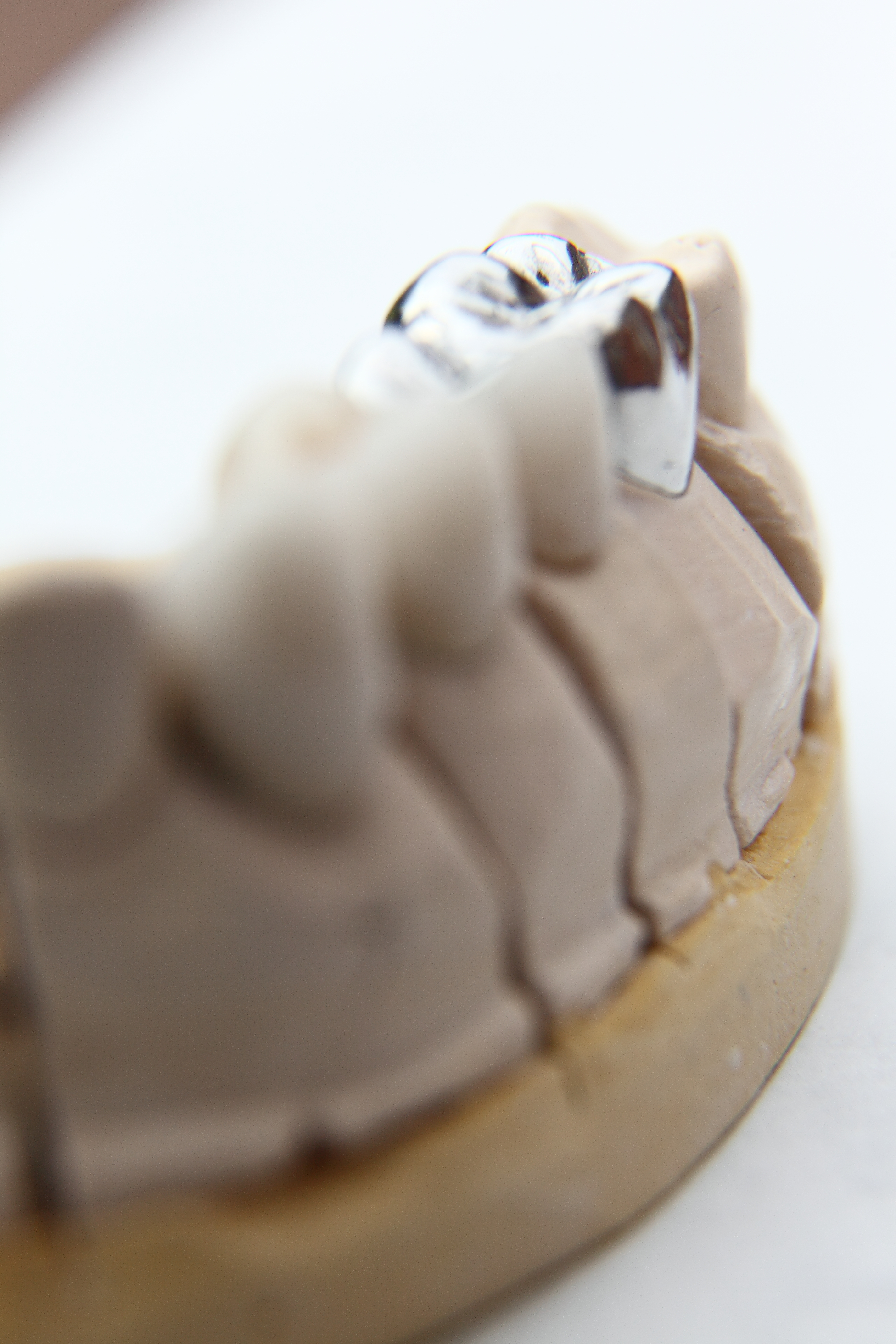
Bild 6
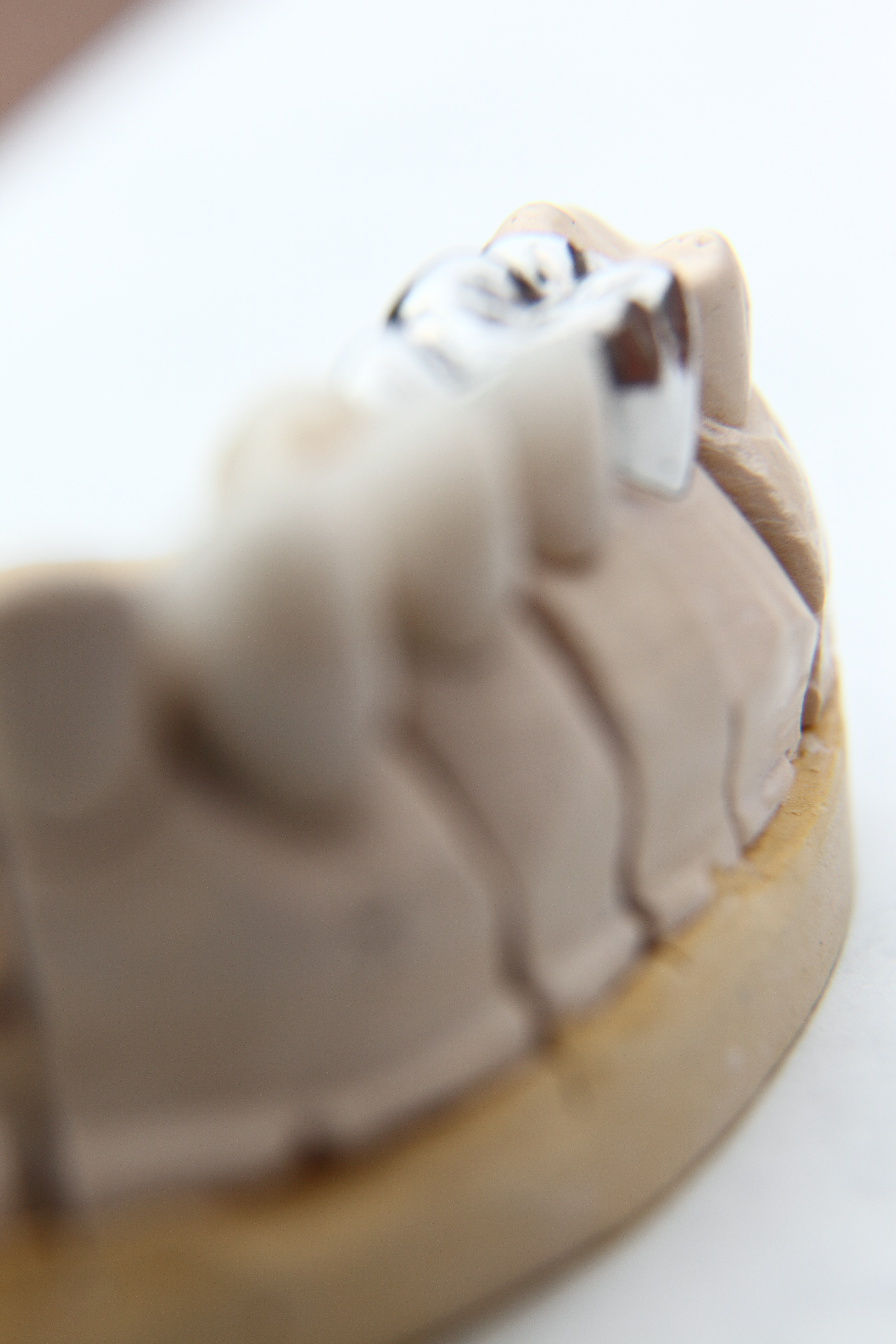
Bild 7 (Schärfepunkt ganz hinten)
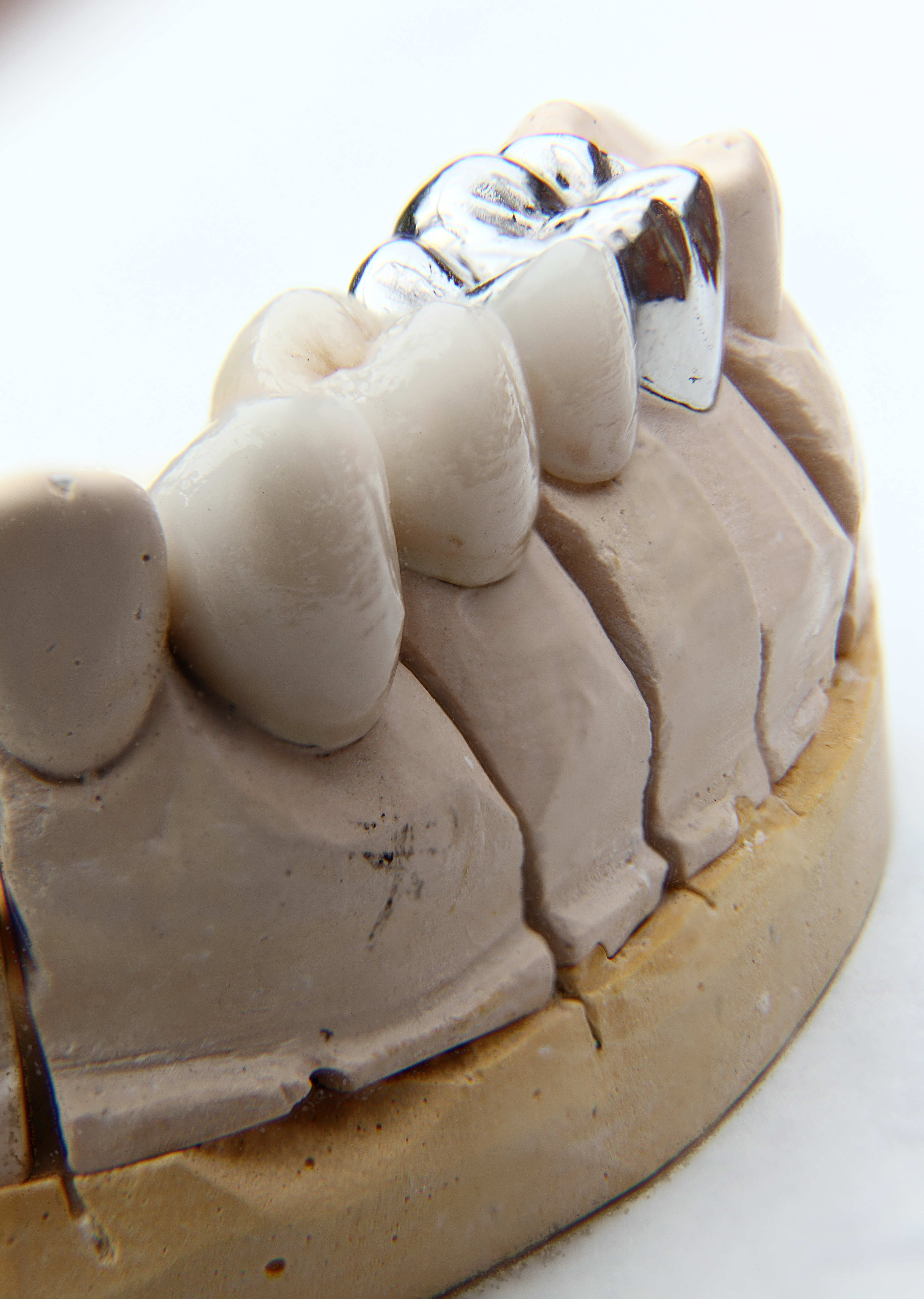
Nach dem Focus stacking (alles scharf)